# Ногера-Рібагорсана
Ногера-Рібагорсана (ісп. Noguera Ribagorzana) — річка в  Каталонії, Іспанія. Починається в Піренеях, і впадає в річку Сегре. Річка є межею між  Каталонією та Арагоном.
Річка протікає через Понт-де-Суерт, Іварс-де-Ногера, Віланова-де-ла-Барка.